# Burg Reinsberg (Wolpertshausen)
Die Burg Reinsberg, auch Reinsburg genannt, ist eine abgegangene Spornburg auf 391,1 m ü. NN beim Weiler Reinsberg der Gemeinde Wolpertshausen im Landkreis Schwäbisch Hall in Baden-Württemberg.
Die an der Spitze eines von nahe Reinsberg südwestwärts zum Bühlertalrand hin laufenden Bergsporns gelegene Burg war mindestens im Osten durch zwei Halsgräben gesichert. Künstliche Geländespuren sind überliefert. Der Spornhang hinab liegt eine Schutthalde bis in die Nähe der unteren Talsteigen-Serpentine der K 2568 Reinsberg–Unterscheffach. 
Der Burgstall der ehemaligen Burganlage wurde 1562 von den Schenken von Limpurg an die Stadt Hall (Schwäbisch Hall) verkauft. 1695 und 1945 wurde der Weiler durch Brand zu vier Fünfteln zerstört.